# Чжанцзяган
Чжанцзяган (кит. спр. 张家港市, піньїнь: Zhāngjiāgăng Shì) — місто-повіт в провінції Цзянсу, складова міста Сучжоу.

## Географія
Чжанцзяган розташовується на півночі префектури у Дельті Янцзи.

### Клімат
Місто знаходиться у зоні, котра характеризується вологим субтропічним кліматом. Найтепліший місяць — липень із середньою температурою 27.5 °C (81.5 °F). Найхолодніший місяць — січень, із середньою температурою 2.9 °С (37.2 °F).
| Клімат Чжанцзягана      | Клімат Чжанцзягана | Клімат Чжанцзягана | Клімат Чжанцзягана | Клімат Чжанцзягана | Клімат Чжанцзягана | Клімат Чжанцзягана | Клімат Чжанцзягана | Клімат Чжанцзягана | Клімат Чжанцзягана | Клімат Чжанцзягана | Клімат Чжанцзягана | Клімат Чжанцзягана | Клімат Чжанцзягана |
| Показник                | Січ.               | Лют.               | Бер.               | Квіт.              | Трав.              | Черв.              | Лип.               | Серп.              | Вер.               | Жовт.              | Лист.              | Груд.              | Рік                |
| Середня температура, °C | 2,9                | 4                  | 8                  | 14                 | 19,4               | 23,6               | 27,5               | 27,4               | 22,8               | 17,5               | 11,5               | 5,2                | 15,3               |
| Норма опадів, мм        | 36.4               | 52.7               | 68.1               | 88.3               | 102.7              | 164.3              | 180.6              | 124.2              | 115.2              | 57.3               | 49.9               | 32                 | 1071.7             |
| Днів з опадами          | 10,1               | 11,2               | 12,5               | 13,4               | 13,5               | 13                 | 12,7               | 11,9               | 12,8               | 11,5               | 10,6               | 9,8                | 143                |
| Вологість повітря, %    | 73.3               | 74.5               | 74.4               | 75.6               | 76.5               | 80                 | 81.6               | 80.7               | 80.2               | 77.2               | 75.8               | 73.4               | 76.9               |
| ----------------------- | ------------------ | ------------------ | ------------------ | ------------------ | ------------------ | ------------------ | ------------------ | ------------------ | ------------------ | ------------------ | ------------------ | ------------------ | ------------------ |
| Джерело: Weatherbase    |                    |                    |                    |                    |                    |                    |                    |                    |                    |                    |                    |                    |                    |